# Andrena fimbriata
Andrena fimbriata là một loài Hymenoptera trong họ Andrenidae. Loài này được Brullé mô tả khoa học năm 1832.